# Segellehrer
Segellehrer sind Personen, die Segelschülern die Theorie und Praxis des Segelns vermitteln.

## Freizeit-/Touristikbereich
Segellehrer arbeiten ehrenamtlich in Segelvereinen oder sind selbstständige Unternehmer oder Angestellte von Segelschulen und lehren dort Seemannschaft, Navigation, Seewetter und Schifffahrtsrecht. Ziel ist die Befähigung der Segelschüler zum eigenständigen Führen eines Sportbootes (Segelboot, Motorboot) und ggf. zum Erwerb eines Befähigungszertifikates für Sportbootführer.

## Ausbildung in Deutschland
Segellehrer ist kein staatlich anerkannter Ausbildungsberuf, daher ist die Berufsbezeichnung nicht geschützt. Alle Ausbildungen zum Segellehrer sind freiwillig. Segellehrerlizenzen sollen dem Segelschüler belegen, dass der Segellehrer einen geprüften Ausbildungsstand hat.
In Deutschland vergeben einige Verbände Segellehrerlizenzen. Die Segellehrerlizenz bescheinigt dem Inhaber einen vom Verband festgelegten Ausbildungsstand.

### DSV

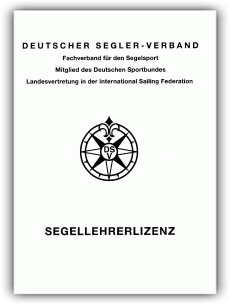
Segellehrerlizenz des DSV

Der Deutsche Segler-Verband (DSV) vergibt drei verschiedene Segellehrerlizenzen:
- Segellehrerlizenz A, für die Ausbildung zum Sportbootführerschein Binnen und Sportbootführerschein See
- Segellehrerlizenz B, für die Ausbildung bis zum Sportküstenschifferschein und Sportseeschifferschein
- Segellehrerlizenz C, für die Ausbildung bis zum Sporthochseeschifferschein

Ein Inhaber einer DSV-Segellehrerlizenz darf sich DSV-Segellehrer nennen.

### VDS
Der Verband Deutscher Sportbootschulen (VDS) bildet zum VDS-Segellehrer aus. Die Ausbildung zur VDS-Segellehrerlizenz wurde zum Jahr 2013 neu konzipiert und an das englische Modell zur Schiffsführerqualifikation angelehnt. Die Ausbildung gliedert sich in verschiedene Module, die, je nach Ausrichtung und der Vorkenntnisse der Bewerber, frei wählbar sind. Verbindlich für alle Seminarteilnehmer ist das Basismodul Theorie. Hier werden in einem Wochenendseminar grundlegende Kenntnisse in der Methodik und Didaktik und für das Erstellen einer Lehrprobe vermittelt. Nach dem Basismodul ist zum einen das Modul Jolle/ Kleine Kielyacht, für den reinen Motorbootlehrer das Modul Motorboot oder für den Yachtausbilder das Modul Yacht wählbar. Die Seminare zu den Modulen Jolle/Kleine Kielyacht und Motorboot werden in Form eines einwöchigen Seminars mit anschließender Prüfung abgehalten. Die Ausbildung und die Prüfung zum Modul Yacht findet ausschließlich auf einer seegehenden Yacht statt. Alle Segellehrer können zusätzlich die Ausbildung zum Zusatzmodul sportliches Segeln absolvieren.

### VDWS
Der Verband Deutscher Wassersportschulen e. V. bildet zum Geprüften Jollensegellehrer (VdWS) aus. Die Ausbildung besteht aus einem achttägigen Seminar über 50 Unterrichtsstunden und einem vierwöchigen Praktikum über 100 Unterrichtsstunden. In über 30 Ländern stehen den 3600 Mitgliedern über 540 Wassersportstationen zur Verfügung.

## Ausbildung in der Schweiz
In der Schweiz ist wie in Deutschland der Segellehrer nicht als Beruf anerkannt. Ausbildungen werden jedoch vom Bundesamt für Sport (BASPO) im Rahmen von Jugend+Sport angeboten.

### Jugend+Sport
Nach einem sechstägigen Leiterkurs ist man berechtigt, in Namen von Jugend+Sport (J+S) Jugendliche zu trainieren. Um den Leiterkurs zu besuchten, sind gute Segelkenntnisse erforderlich. Das Mindestalter beträgt 16 Jahre. J+S-Leiter müssen alle zwei Jahre ein Modul aus dem Angebot der J+S-Weiterbildung besuchen. Der Besuch und das Bestehen einer Aus- oder Weiterbildung verlängert die Dauer aller gültigen Leiteranerkennungen um zwei Jahre.

### VSMS
Der Verband Schweizerischer Motorboot- und Segelschulen (VSMS) bietet Ausbildungen zum Segellehrer an.

## Bekannte Segellehrer
- Hellmuth von Rabenau, langjähriger Leiter der Chiemsee Yachtschule im Deutschen Hochseesportverband HANSA